# Terina fulvibasis
Terina fulvibasis är en fjärilsart som beskrevs av Louis Beethoven Prout 1915. Terina fulvibasis ingår i släktet Terina och familjen mätare. Inga underarter finns listade i Catalogue of Life.